# Maria Merta
Maria Merta (* 20. Februar 1950 in Preetz) ist eine deutsche Politikerin (SPD).
Merta besuchte die Volksschule und die Realschule und machte die Kaufmännische Lehre als Schaufenstergestalterin. Danach war sie Finanz- und Lohnbuchhalterin in Betrieben der Lebens- und Genußmittelindustrie und machte eine Ausbildung im mittleren Fernmeldedienst mit Abschlussprüfung für die Fachbereiche Fernmeldeverwaltung, Haushalt und Teilnehmerdienste. 1984 wurde sie Angestellte des SPD-Landesverbandes und der Sozialdemokratischen Gemeinschaft für Kommunalpolitik in Schleswig-Holstein, zuletzt als Leiterin der SGK-Geschäftsstelle.
1976 trat Merta in die SPD ein. Hier engagierte sie sich zunächst als Beisitzerin und (stellvertretende) Vorsitzende der SPD-Ortsvereine Nortorf und Groß Vollstedt. Darüber hinaus war sie zeitweise Bürgerliches Mitglied, Stadtverordnete und stellvertretende Fraktionsvorsitzende in Nortorf, Mitglied im Jugend-, Schul- und Sportausschuss, Sozial- und Kulturausschuss, Mitglied im Patenschaftsausschuss der deutschen Minderheit in Rinkenis, Gemeindevertreterin und stellvertretende Bürgermeisterin in Groß Vollstedt sowie Mitglied im Finanz- und Kulturausschuss in den Bereichen Schule, Kindergarten und Sport. Von 1990 bis 1995 war Merta Mitglied im Betriebsrat des SPD-Landesverbandes. Am 25. Januar 1995 rückte sie in den Landtag von Schleswig-Holstein nach, dem sie bis 1996 angehörte.